# 張り込みプラス
『張り込みプラス』（原題: Another Stakeout）は、1993年に公開されたアメリカ合衆国のコメディ映画。1987年の映画『張り込み』の続編である。

## 概要
裁判で証言される事を恐れたマフィアが口封じの為にルー・デラノ殺害を企てる。刺客によって家ごと爆破されたが、ルー・デラノの死体は見付からない。
クリスは長年交際していたマリアにプロポーズが出来ず、マリアは堪忍袋の緒が切れて出て行ってしまう。そうした中、クリスと相棒のビル、そして女性検事補のジーナの三人で離島の別荘に潜入捜査に向かう。
警察官である事を隠す為に、三人は再婚した夫婦と夫の連れ子という設定で隣のオハラ夫妻を監視する。夫妻の家に盗聴器を付けようとビルが彼らの家に侵入するが、彼はルー・デラノに捕まって閉じ込められてしまう。

## 登場人物
クリス・リーキー
演 - リチャード・ドレイファス
シアトル市警の刑事。マリアと付き合っているが結婚に踏み込めていない。
ビル・ライマーズ
演 - エミリオ・エステベス
シアトル市警の刑事。
ジーナ・ギャレット
演 - ロージー・オドネル
女性検事補。
ブライアン・オハラ
演 - デニス・ファリーナ
ルーの電話相手。
パム・オハラ
演 - マーシャ・ストラスマン
ブライアンの妻。
ルー・デラノ
演 - キャシー・モリアーティ
マフィア犯罪の目撃証人。恋人がいたがトニーに殺害される。
トーマス・ハスリック
演 - ジョン・ルービンスタイン
検事。
トニー・カステラーノ
演 - ミゲル・フェラー
殺し屋。ルーを狙う。
マクナマラ
演 - クリストファー・ドイル
警官。
マリア
演 - マデリーン・ストウ
クリスの恋人。クリスとは結婚に踏み込めていない。

## キャスト
| 役名                 | 俳優                                  | 日本語吹き替え                                                     | 日本語吹き替え                                                                   |
| 役名                 | 俳優                                  | ソフト版                                                           | 日本テレビ版                                                                     |
| -------------------- | ------------------------------------- | ------------------------------------------------------------------ | -------------------------------------------------------------------------------- |
| クリス・リーキー     | リチャード・ドレイファス              | 安原義人                                                           | 樋浦勉                                                                           |
| ビル・ライマーズ     | エミリオ・エステベス                  | 平田広明                                                           | 関俊彦                                                                           |
| ジーナ・ギャレット   | ロージー・オドネル                    | 塩田朋子                                                           | 島本須美                                                                         |
| ブライアン・オハラ   | デニス・ファリーナ                    | 塚田正昭                                                           | 稲葉実                                                                           |
| パム・オハラ         | マーシャ・ストラスマン                | 滝沢久美子                                                         | 宮寺智子                                                                         |
| ルー・デラノ         | キャシー・モリアーティ                | 佐々木優子                                                         | くじら                                                                           |
| トーマス・ハスリック | ジョン・ルービンスタイン              | 星野充昭                                                           | 堀井真吾                                                                         |
| トニー・カステラーノ | ミゲル・フェラー                      | 納谷六朗                                                           | 中尾隆聖                                                                         |
| マクナマラ           | クリストファー・ドイル                | 飯塚昭三                                                           | 糸博                                                                             |
| マリア               | マデリーン・ストウ （クレジットなし） | 田中敦子                                                           | 深見梨加                                                                         |
| その他               |                                       | 佐藤しのぶ 荒川太郎 田中正彦 掛川裕彦 森川智之 滝沢ロコ 三木眞一郎 | 石田圭祐 中博史 小山武宏 宝亀克寿 中田和宏 沢りつお 小野美幸 松岡ミユキ 鈴木正和 |
| 日本語版制作スタッフ |                                       |                                                                    |                                                                                  |
| 演出                 |                                       | 松岡裕紀                                                           | 木村絵理子                                                                       |
| 翻訳                 |                                       | 石原千麻                                                           | 杉田朋子                                                                         |
| 効果                 |                                       |                                                                    | リレーション                                                                     |
| 調整                 |                                       |                                                                    | 荒井孝                                                                           |
| 制作                 |                                       |                                                                    | 東北新社                                                                         |

- ソフト版吹き替え - VHS・DVD収録
- 日本テレビ版吹き替え - 初回放送1998年6月19日『金曜ロードショー』